# Jacob Viner
Jacob Viner, född 3 maj 1892 i Montréal, Kanada, död 12 september 1970 i Princeton, New Jersey, var en kanadensisk nationalekonom, som var professor i nationalekonomi vid University of Chicago 1925–1946 och vid Princeton University 1949-1960 och ledamot av den svenska Vetenskapsakademien från 1946.
Viners specialområde var Internationell handel och han var rådgivare till den amerikanska regeringen i tiden före andra världskriget och var en viktig person inom politisk ekonomi. Tillsammans med Frank Knight och Henry Simons anses han vara en av de "inspirerande" mentorerna för den tidiga Chicago school of economics på 1930-talet och var en av de ledande portalfigurerna i Chicagofakulteten.

## Biografi
Viner tillhörde en judisk familj med rumänska invandrade föräldrar. Han tog grundexamen vid McGill University 1914 och doktorsexamen vid Harvard University, där han skrev sin avhandling,under handledning av handelsekonomen F. W. Taussig.

## Karriär och vetenskapligt arbete
Viner var professor vid University of Chicago 1916-1917 och 1919-1946. Vid olika tillfällen undervisade han också vid Stanford och Yale University och gick två gånger till Graduate Institute of International and Development Studies i Genève, Schweiz. År 1946 övergick han till Princeton University, där han stannade till sin pensionering 1960. Han var också medlem i Institute for Advanced Study i Princeton från 1947 till 1948 och permanent medlem där från 1950 till 1970.
Viner spelade en roll i regeringen, framför allt som rådgivare till finansminister Henry Morgenthau under Franklin D. Roosevelts administration. Under andra världskriget fungerade han som medrapportör för den ekonomiska och finansiella gruppen i Council on Foreign Relations "War and Peace Studies"-projekt, tillsammans med Harvardekonomen Alvin Hansen.
Viners arbete Studies in the Theory of International Trade (1937) diskuterar historien om ekonomiskt tänkande och är en historisk källa för bullionistkontroversen i Storbritannien från 1800-talet. Välkänt för sin ekonomiska modellering av företaget, bland annat de lång- och kortsiktiga kostnadskurvorna, används hans arbete fortfarande.

## Utmärkelser och hedersbetygelser
- Francis A. Walker Medal,  1962[4]

[Redigera Wikidata]